# Festival international du film de San Francisco
 (septembre 2020).
Si vous disposez d'ouvrages ou d'articles de référence ou si vous connaissez des sites web de qualité traitant du thème abordé ici, merci de compléter l'article en donnant les références utiles à sa vérifiabilité et en les liant à la section « Notes et références ».
Le festival international du film de San Francisco (San Francisco International Film Festival ou SFIFF) est un festival de cinéma américain créé en 1957 et qui se déroule chaque année à San Francisco. Il s'agit de l'un des plus anciens festivals cinématographiques des États-Unis.

## Historique
Il est organisé par la San Francisco Film Society (en).
Le festival a joué un rôle important dans le développement du cinéma étranger en Amérique[réf. nécessaire]. Ce sont plus de 200 films venus de 50 pays différents qui sont présentés chaque année. Le jury étant lui-même composé de réalisateurs, de cinéphiles ou de producteurs.

## Programme
- Golden Gate Awards (compétition officielle)
- New Directors

## Catégories de récompense
- Prix Golden Gate (Golden Gate Awards) :
  - Meilleur long métrage narratif (Best Narrative Feature)
  - Long métrage documentaire (Documentary Feature)
  - Documentaire sur la région de la baie (Bay Area Documentary Feature)
  - Court métrage documentaire (Documentary Short)
  - Court métrage narratif (Narrative Short)
  - Court métrage d'animation (Animated Short)
  - Court métrage de la région de la baie, premier prix (Bay Area Short, First Prize)
  - Court métrage de la région de la baie, deuxième prix (Bay Area Short, Second Prize)
  - Nouvelles visions courtes (New Visions Short)
  - Travail de jeunesse (Youth Work)
  - Film familial (Family Film)
- Prix du public (Audience Award)
- Prix des nouveaux réalisateurs (New Directors Prize)
- Prix FIPRESCI

Autres prix :
- Founder’s Directing Award
- Peter J. Owens Award
- George Gund III Award
- Kanbar Award
- Mel Novikoff Award
- Golden Gate Persistence of Vision Award

## Palmarès

### Meilleur long métrage narratif
- 2014 : Casse-tête chinois  France[1]
- 2021 : Naked Singularity[2]

### Meilleur long métrage documentaire
- 2021 : Writing With Fire[2]

### Meilleur documentaire sur la région de la baie
- 2021 : After Antartica[2]

### Meilleur court métrage documentaire
- 2021 : Dial Home[2]

### Meilleur court métrage narratif
- 2021 : Summer Fasting[2]

### Meilleur court métrage d'animation
- 2021 : In the Shadow of the Pines[2]